# Karbidlampa

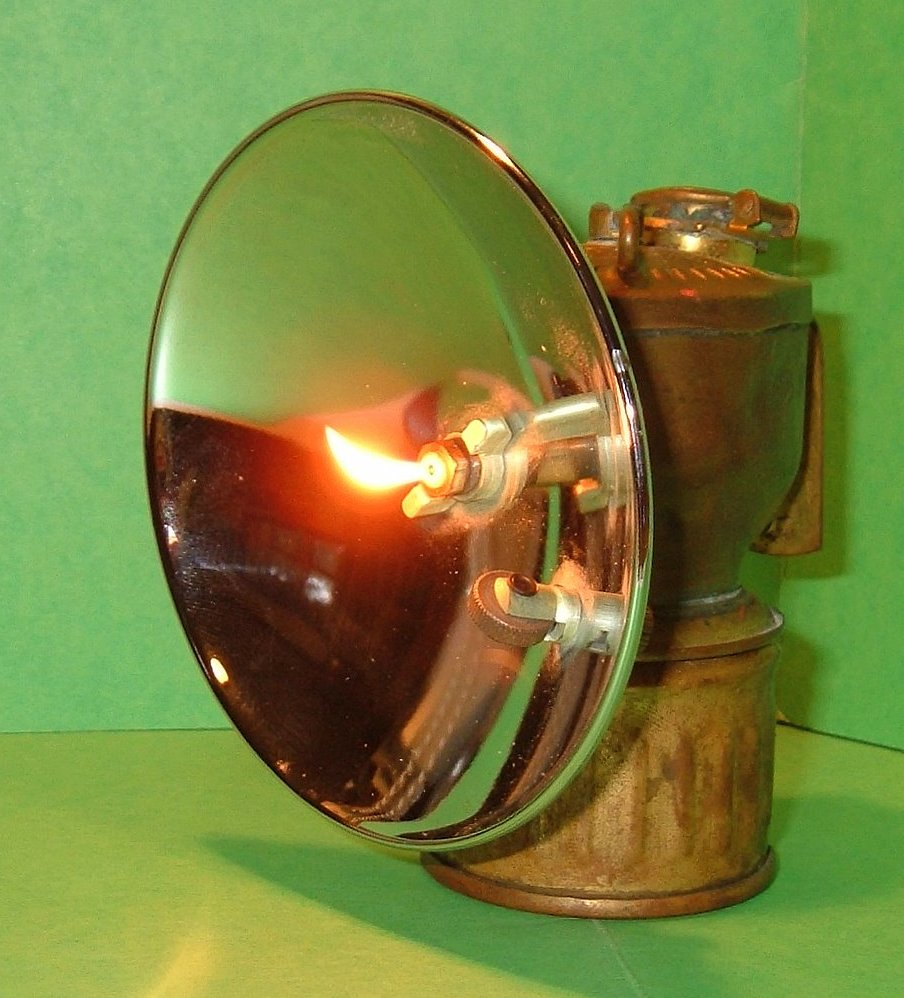
Tänd karbidlampa.

Karbidlampa eller acetylenlampa är en belysningsarmatur, eller lykta för belysning, i vilken acetylengas brinner med kraftig vit (och sotande) låga. Acetylengasen bildas genom en reaktion mellan kalciumkarbid och vatten. Lampan består av ett mindre acetylengasverk och en brännare.

## Utförande
En ventil reglerar hur mycket vatten som kan droppa ner i generatorn och därmed också hur mycket acetylengas som bildas och därmed lågans storlek.
Om två hål i ett munstycke är snedriktade så att dellågorna så att säga krockar med varandra, blir temperaturen så hög att även det bildade fria kolet förbränns. Därvid minskar sotbildningen.

## Kemisk reaktion
CaC2    +    2H2O    ⇒    C2H2    +    Ca(OH)2

kalciumkarbid + vatten ⇒ etyn + kalciumhydroxid (Släckt kalk)
Praktiskt utbyte är att 1 kg karbid av god kvalitet i små karbidlyktor ger cirka 250 l gas eller något mer. I stora gasverk, till exempel för gassvetsning, blir utbytet bättre, inemot 290 l/kg.

## Tillämpningar
Karbidlampor blev även snabbt populära som bil-, motorcykel- och cykelbelysning. För att skakningar vid färd på ojämn vägbana inte skulle störa jämn gasbildning var lyktorna förbundna med fordonet i en fjädrande anordning.
Under första världskriget, då importen av fotogen var begränsad, ökade karbidlampornas popularitet en tid. Ganska kort tid därefter börjar dock den elektriska belysningen att sprida sig och karbidlamporna slutade användas.
Ännu under mitten på 1900-talet användes karbidlampor av svenska armén som tältbelysning. Ett problem härvidlag var att karbidförrådet måste hållas absolut torrt och förvaras i väl slutna plåtkärl. Det var svårt att klara detta i regnigt och dimmigt väder.

## Underhåll
Karbidlampan måste skötas för att fungera. Den skulle rengöras varje dag. Den gamla karbiden skulle tas bort och ny karbid fyllas på liksom vatten. Brännaren måste också rensas. Ibland kan munstycket behöva bytas.